# Russange
Russange (fràncic lorenès Réisseng) és un municipi francès situat al departament del Mosel·la i a la regió del Gran Est. L'any 2007 tenia 1.016 habitants.

## Demografia

### Població
El 2007 la població de fet de Russange era de 1.016 persones. Hi havia 412 famílies, de les quals 94 eren unipersonals (49 homes vivint sols i 45 dones vivint soles), 147 parelles sense fills, 126 parelles amb fills i 45 famílies monoparentals amb fills.
La població ha evolucionat segons el següent gràfic:
Habitants censats

### Habitatges
El 2007 hi havia 462 habitatges, 428 eren l'habitatge principal de la família, 5 eren segones residències i 29 estaven desocupats. 401 eren cases i 61 eren apartaments. Dels 428 habitatges principals, 337 estaven ocupats pels seus propietaris, 73 estaven llogats i ocupats pels llogaters i 17 estaven cedits a títol gratuït; 13 tenien dues cambres, 61 en tenien tres, 120 en tenien quatre i 233 en tenien cinc o més. 301 habitatges disposaven pel capbaix d'una plaça de pàrquing. A 198 habitatges hi havia un automòbil i a 173 n'hi havia dos o més.

### Piràmide de població
La piràmide de població per edats i sexe el 2009 era:
| Homes | Edats   | Dones |
| ----- | ------- | ----- |
| 0     | 95 o +  | 4     |
| 0     | 90 a 94 | 0     |
| 8     | 85 a 89 | 8     |
| 0     | 80 a 84 | 8     |
| 20    | 75 a 79 | 12    |
| 12    | 70 a 74 | 28    |
| 32    | 65 a 69 | 36    |
| 44    | 60 a 64 | 28    |
| 16    | 55 a 59 | 24    |
| 44    | 50 a 54 | 44    |
| 36    | 45 a 49 | 44    |
| 60    | 40 a 44 | 28    |
| 56    | 35 a 39 | 84    |
| 24    | 30 a 34 | 32    |
| 28    | 25 a 29 | 28    |
| 28    | 20 a 24 | 28    |
| 36    | 15 a 19 | 24    |
| 40    | 10 a 14 | 48    |
| 44    | 5 a 9   | 44    |
| 16    | 0 a 4   | 28    |

## Economia
El 2007 la població en edat de treballar era de 660 persones, 442 eren actives i 218 eren inactives. De les 442 persones actives 403 estaven ocupades (209 homes i 194 dones) i 39 estaven aturades (18 homes i 21 dones). De les 218 persones inactives 55 estaven jubilades, 59 estaven estudiant i 104 estaven classificades com a «altres inactius».

### Ingressos
El 2009 a Russange hi havia 402 unitats fiscals que integraven 958 persones, la mediana anual d'ingressos fiscals per persona era de 18.997 €.

### Activitats econòmiques
Dels 17 establiments que hi havia el 2007, 1 era d'una empresa alimentària, 3 d'empreses de fabricació d'altres productes industrials, 5 d'empreses de construcció, 3 d'empreses de comerç i reparació d'automòbils, 1 d'una empresa d'hostatgeria i restauració, 1 d'una empresa immobiliària, 1 d'una empresa de serveis, 1 d'una entitat de l'administració pública i 1 d'una empresa classificada com a «altres activitats de serveis».
Dels 7 establiments de servei als particulars que hi havia el 2009, 1 era un taller de reparació d'automòbils i de material agrícola, 1 paleta, 3 guixaires pintors, 1 restaurant i 1 saló de bellesa.

## Equipaments sanitaris i escolars
El 2009 hi havia 1 escola maternal i 1 escola elemental.

## Poblacions més properes
El següent diagrama mostra les poblacions més properes.